# Finder
« Findar » redirige ici. Pour les autres significations, voir Findar (homonymie).
Le Finder est le gestionnaire de fichiers fourni avec le système d'exploitation macOS (anciennement Mac OS, Mac OS X et OS X) d'Apple. En se fondant sur la métaphore du bureau, le Finder permet de naviguer, d'organiser et de rechercher visuellement dans le contenu du disque dur d'un Macintosh, mais également sur le contenu d'un disque optique ou d'un volume distant. Il a été introduit avec le premier Macintosh en 1984. Il a été de même utilisé – avec le système d'exploitation de l'Apple II GS nommé « GS/OS », la cinquième version de l'Apple II.
Avec le passage de Mac OS Classic à Mac OS X, il a dû être complètement réécrit. Intégré à Mac OS X, il porte le même numéro de version que ce dernier, sauf sous OS X 10.10.3 où le Finder porte le numéro de version 10.10.4.

## Description
Finder a été créé par Bruce Horn peu avant qu'il quitte Apple en 1982. C'est un programme central de Mac OS qui permet à l'utilisateur de manipuler des fichiers, des répertoires et des programmes. Il est incorporé dans les ordinateurs Macintosh depuis 1984 et sert d'interface graphique. Brique essentielle de l'environnement de bureau de Mac OS, il est constamment en exécution et ne peut pas être arrêté, mais il peut être rendu invisible.
Finder permet en particulier de déplacer des fichiers, de les dupliquer, créer des alias, visualiser le contenu ou les métadonnées. Les fichiers peuvent être présentés sous forme d'icônes, ou sous forme d'une liste à colonnes (colonnes de Miller), et il est possible de les trier dans l'ordre alphabétique, chronologique, du plus petit au plus grand, ainsi que d'aligner les pictogrammes. Une des métadonnées est le type de contenu du fichier, et l'application qui est à l'origine. Cette métadonnée, si absente, est déduite de l'extension du fichier.
Finder permet également d'ouvrir des documents, de les imprimer, et de graver des CD ou des DVD ainsi que d'envoyer des fichiers dans la corbeille - La corbeille permet de stocker des fichiers à jeter, en attente de leur destruction définitive. Elle sert également à éjecter les supports de stockage amovibles (CD, DVD, clés USB).
Dans Finder les fichiers sont appelés des documents, les répertoires sont appelés des dossiers et les programmes sont appelés des applications. Le but de cette nomenclature est d'aider le profane à se servir de l'ordinateur en utilisant des notions bien connues de la vie courante.
Le contenu des répertoires est affiché dans les fenêtres de Finder, sauf le répertoire Bureau, dont le contenu est affiché sous forme d'icônes à l'arrière-plan de l'environnement de bureau. Sous Mac OS Classic Bureau est en fait un répertoire invisible nommé Desktop Folder et sous Mac OS X il s'agit d'un répertoire nommé Desktop et visible dans le dossier utilisateur.
Diverses options permettent de modifier la présentation (choix des colonnes, taille des caractères et des icônes, espacement, etc). Finder permet facilement de manipuler le contenu des emplacements dédiés aux fichiers téléchargés, aux documents, ou aux applications. Il permet de manipuler des fichiers situés sur un autre ordinateur, et partagés par une technologie telle que NFS, AFP ou SMB.
Il permet également de forcer l'arrêt d'un programme, de suspendre l'activité, de redémarrer ou d'éteindre l'ordinateur.
Le dock est une rangée d'icônes en bas de l'écran de l'environnement de bureau. Une des icônes représente Finder, et contrairement aux autres icônes, celle-ci ne peut pas être retirée du dock. À partir de Finder il est possible de faire appel au moteur de recherche Spotlight.

## Finder 1.0 à 4.1
Le Finder à l'origine, était utilisé avec le MFS (Macintosh File System) qui incluait toujours un dossier vide à la racine de chaque disque. Un nouveau dossier vide était créé à chaque fois que le dossier était renommé et utilisé. Les dossiers ne pouvait pas être placés à l'intérieur d'autres dossiers dans le Finder jusqu'à la version 4.1. Les dossiers n'étaient maintenus que par le Finder, et n'étaient pas enregistrés par le système de fichiers. En tant que tel, il ne pouvait pas y avoir deux dossiers portant le même nom.
Finder a également fourni une « corbeille » : la seule façon de supprimer un fichier a toujours été d'abord de le faire glisser vers la corbeille, puis vider le dossier. Toutefois, la corbeille était aussi une illusion, et ne se traduisait pas sur le disque. La liste des fichiers dans la corbeille avaient lieu uniquement dans la mémoire. Si un accident intervenait dans le processus, les éléments qui avaient été mis à la poubelle étaient retourné dans leur foyer d'origine.
Finder 1.xx était supporté par System 1.0 (0.97) via le biais 1.x seulement.

### Finder 4.x
C'est le Finder 4.1, sorti en Avril 1985, qui a réellement contribué à améliorer la vitesse de la Recherche et a ajouté de nouvelles fonctionnalités, y compris le "Nouveau dossier" et une commande "Arrêter" dans le menu "Spécial", qui a également fourni l'accès au "MiniFinder" . MiniFinder était une interface simplifiée qui contenait les applications souvent utilisées et des documents. Son but était de les lancer beaucoup plus rapidement. Comme il s'agissait d'un système d'exploitation mono-tâche, "basculer entre les applications" signifiait la copie de données à partir de la première application jusqu'au presse-papiers, puis quittez l'application, à partir d'un autre, coller. MiniFinder avait pour but de rationaliser ce processus. Finder 4.x était supporté de la version du Finder 1.X à 2.0.

## Finder 5.X
Apple a remplacé le MFS par le HFS (Hierarchical File System) en Septembre 1985, dans le cadre du Finder 5.0 qui fut introduit avec le premier Mac à disque dur, le Hard Disk 20. Les dossiers imbriqués n'étaient plus une illusion, mais plutôt un reflet de l'organisation des données sur le disque. Finder 5.0 a également ajouté plusieurs changements cosmétiques à l'apparence des icônes du système. Plus important encore, le Finder 5.1 a officiellement présenté le Disque double face 800K, doublant ainsi la capacité du disque précédemment pris en charge. Finder 5.4 a ajouté le support pour les autorisations du système de fichiers en Janvier 1987, dans le cadre du lancement d'AppleShare.
Finder 5.x était supporté sous les versions du Système : 2.1 à 4.1.

## Finder 6.X
Les premières versions du Finder s'arrêtaient automatiquement dès qu'un autre programme était lancé, en raison de la nature mono-tâche du système. Finder 6 a introduit le multi-tâches.
MultiFinder était activé avec une boîte de dialogue avec une prise d'effet au redémarrage suivant. Systeme Software 6.0.x est venu avec le Finder et 6.1.x a présenté une version très améliorée de MultiFinder, avec davantage d'améliorations.
Finder 6 prévoyait également un soutien pour l'industrie de la disquette 1.44MB disque standard, doublant presque la capacité du disque précédent 800K. Plus important encore, cette nouvelle nouveauté SuperDrive, a continué à fournir un soutien pour la MFS simple face et les disques 800K ainsi que ProDOS qui appuyait les formats populaires MS-DOS.

## Finder 7.0 à 9.2
En 1991, Apple a publié System 7, une réécriture importante de leur système d'exploitation. Comme tous les autres composants de l'OS, le Finder a reçu une révision majeure et il a été complètement réécrit en utilisant le langage C++. MultiFinder était désormais toujours actif. Les fenêtres du Finder ont été colorisés. L'icône de la corbeille du Finder a pris une apparence plus raffinée avec la fonction de la couleur dans le système 6 (sur Macintosh couleurs seulement), ce qui permettait à l'utilisateur d'attribuer une nuance de couleur pour les fichiers et a été étendu pour permettre aux utilisateurs d'attribuer une étiquette. Ces étiquettes ont un nom défini par l'utilisateur et la couleur. La fonction Finder nouvelle recherche pourrait aussi localiser les fichiers en fonction de leurs étiquettes.

### Finder 8.X
Finder 8.0 est la première version à être multithread. Pour la première fois la copie d'un fichier ou le vidage de la corbeille ne bloque pas les autres utilisations du Finder. Comme le reste du système, Finder 8.0 a pris un aspect platine métallique. Il a également présenté plusieurs nouvelles fonctionnalités, y compris les fenêtres pop-up, qui était présentés sous forme d'onglets sur la partie inférieure de l'écran du Mac.
Finder 8.1, publié au début de 1998, introduit le support HFS +, un système de fichiers plus efficace.

### Finder 9.X
Finder 9, sorti en Octobre 1999, introduit le support pour les utilisateurs multiples, la mise à jour logicielle, et le support du Mode Classique. D'autres caractéristiques de Finder 9 étaient de grande taille : le support de fichiers (> 2Go) , le cryptage, le Porte-clés, le partage d'imprimantes USB, et la gravure de CD en 9.1. Finder 9 fut la dernière mise à jour majeure pour le Finder Mac OS classique. Apple a arrêté de développer Mac OS 9, y compris le Finder, en décembre 2001 avec Mac OS 9.2.2.

## Finder 10.X
Le Finder de Mac OS X ne fut pas une mise à jour du Finder précédent, mais une refonte complète écrite avec des concepts empruntés à partir du gestionnaire de fichiers NeXTSTEP, Workspace Manager. En tant que tel, il était une innovation majeure à partir du Finder d'origine et a été mal accueillie par de nombreux utilisateurs de Macintosh de longue date. Le Finder original de Mac OS X était une application Carbon construite au-dessus du cadre PowerPlant de Metrowerks. Il a ensuite été réécrit pour utiliser le cadre HIToolbox moderne construit dans Mac OS X.
Mac OS X 10.0 ("Cheetah") manquait de nombreuses fonctions de son prédécesseur classique. Le bureau universel avait disparu, remplacé par un bureau qui ne présentait que le contenu du dossier de l'utilisateur Desktop.
Finder 10.0 introduit une barre d'outils hautement personnalisable qui peut être affiché en haut de chaque fenêtre du Finder, et la vue de la colonne suivante, qui affichait la hiérarchie du système de fichiers dans une série de vitres de gauche à droite . Les utilisateurs pouvaient apercevoir différentes icônes des différents disque durs installés sur leur Mac.
Mac OS X 10.1 ("Puma") a apporté la capacité de gravure de CD au Finder 10.1. Cette fonctionnalité avait été ajoutée à Mac OS classique avec la version 9.1.

### Finder 10.2.X
Finder 10.2 ("Jaguar") réintroduit le ressort des dossiers, mais il n'y figure pas toutes les fonctions du Finder 8.0.
Tout comme avec le Finder 1.0, Le Finder de Mac OS X continue d'afficher une vue du système de fichiers de l'utilisateur qui est en partie illusoire. Par exemple, lors de l'exécution un shell Unix, les noms de fichiers sont affichés comme POSIX chemins, même si le système de fichiers sous-jacent est effectivement en HFS. Les fichiers Unix ne peuvent pas contenir le caractère "/" dans un nom de fichier, parce que les utilisateurs de Macintosh ont toujours été en mesure d'utiliser "/" (mais pas ":") dans un nom de fichier sur un système de fichiers HFS, les swaps Finder au cours de ces deux caractères - un utilisateur tape un nom d'entrée / sortie qui est convertie en un nom de POSIX entrée: Sortie. Les seuls caractères non autorisés dans un nom de fichier au niveau du Finder sont des deux-points. En outre, le Finder ne laissera pas à l'utilisateur le contrôle d'entrer certains caractères (comme le saut de ligne), même si le système de fichiers les soutient.
Le Mac OS X Finder est implémenté en C++, contrairement à la plupart des applications d'Apple OS X qui sont mises en œuvre en Objective-C.

### Finder 10.3
Mac OS X v10.3 ("Panther") a introduit une version quelque peu améliorée du Finder qui a restauré plusieurs caractéristiques classiques, tout en introduisant une mise à jour, mais pas radicalement différent, l'interface graphique.
Finder 10.3 a pris un aspect métal brossé similaire à celle du juke-box d'Apple iTunes (avant la version 5, qui a pris un coup d'œil en métal poli), ou carnet d'adresses avant Mac OS X Tiger. Comme lors des précédents Finders mis en place depuis Mac OS X 10.0, les utilisateurs peuvent personnaliser une barre d'outils en haut de la fenêtre du Finder. Cela comprenait un volet de recherche, permettant la recherche en direct de n'importe quel dossier ou du volume sélectionné. Un nouveau panneau à gauche de la fenêtre du Finder, appelé la barre latérale, a permis de supprimer presque n'importe quel élément et pour un accès rapide. La barre latérale également répertoriés a permis l'éjection de stockage amovible monté. Les étiquettes de couleur et la capacité de recherche par type et de métadonnées Creator, les caractéristiques de Mac OS 9 qui ont été perdues et beaucoup manqué par les utilisateurs de Mac, ont été restaurés dans le Finder 10.3.
En cliquant sur le petit bouton "show / hide barre d'outils" du côté droit de la barre de titre d'une fenêtre, non seulement la barre d'outils d'une fenêtre pouvait être caché, mais la fenêtre a également retiré son encadré et a intégré le look Aqua. L'animation de la barre d'outils a disparu en raison de la barre latérale.

### Finder 10.4
Mac OS X v10.4 ("Tiger") introduit d'autres changements dans le Finder, y compris une fonction de diaporama (similaire à celle de l'Explorateur Windows). Cela permet à des photos de s'afficher en plein écran directement depuis le Finder. Spotlight, un concept introduit dans 10.4, figure en bonne place tout au long de la refonte du système d'exploitation. Ces recherches critères peuvent être sauvegardés comme des dossiers intelligents qui affichent les résultats en direct la mise à jour de la recherche. Deux autres méthodes de recherche existent: l'élément de menu Spotlight et les fenêtres de Spotlight. Ceux-ci peuvent être consultés l'échelle du système et certains ont spéculé que l'organisation des données et la "métaphore du bureau" vont être progressivement éliminés d'ici les fonctions de recherche à haute vitesse dans Mac OS X, rendant ainsi superflue Finder. Cependant, d'autres ont commenté les retards subis lors de l'utilisation Spotlight, même sur les nouveaux Macs.

### Finder 10.5
Avec la mise à jour Leopard (Mac OS X 10.5), le Finder propose une interface similaire à iTunes 7, qui comprend Cover Flow et d'une barre latérale de navigation regroupés (avec des dispositifs, des lieux et de la recherche pour les signets). Les autres caractéristiques comprennent une meilleure intégration avec Spotlight, une nouvelle fonctionnalité appelée Quick Look qui permet de voir ce qu'il y a à l'intérieur d'un fichier sans l'ouvrir, et une barre de chemin qui peut être activé. Comme la plupart des applications de Leopard, il utilise le nouveau thème unifié, la suppression de l'aspect métal brossé à partir des versions précédentes de Mac OS X.
Plusieurs fonctions ont également été éliminées. La possibilité de définir les emplacements de recherche arbitraires via un "Autres ..." Bouton dans le Finder a été enlevé.
Finder 10.5.6, publié sur le MacBook unibody et MacBook Pro, a ajouté le support supplémentaire pour les gestes multi-touch introduits.

### Finder 10.6
Mis à jour sous Snow Leopard, le Finder a été réécrit en utilisant l'API Cocoa, mais il est resté similaire à la version précédente avec seulement quelques nouvelles fonctionnalités mineures.

### Finder 10.7
Le Finder sous OS X Lion introduit un certain nombre de changements. "Tous mes fichiers", un élément de la nouvelle barre latérale, permet aux utilisateurs de parcourir les fichiers dans leur répertoire de l'utilisateur dans une vue de liste organisée. Tous les affichages de liste dans le Finder désormais équipés de la capacité de regrouper les fichiers par des attributs tels que type, l'application, la date de modification, date d'ajout ou de la taille. Les recherches Spotlight comprennent la nouvelle API de jeton, permettant aux utilisateurs de filtrer dynamiquement les résultats de recherche. AirDrop, un autre élément nouvelle barre latérale, permet aux utilisateurs de partager des fichiers via une connexion Wi-Fi sans aucune configuration nécessaire. Plusieurs améliorations mineures ont également été apportées au fichier / dossier de manipulation, notamment la possibilité de créer un dossier à partir de fichiers multiples. La barre latérale de navigation a perdu la capacité de montrer l'icône spécifique d'une carte ou un volume, par contre il affiche une icône de la carte grise standard.

Le logo du Finder jusqu'à la version 10.9.

### Finder 10.8
Le Finder sous OS X Mountain Lion n'apporte que de légers changements d'interface par rapport à Lion.

### Finder 10.9
Le Finder sous OS X Mavericks introduit quelques changements. Des onglets permettent de regrouper plusieurs fenêtres en une, le Finder supporte maintenant le mode plein écran, et des « Étiquettes » peuvent être attribuées à des fichiers (ce procédé est similaire à celui des drapeaux dans Mail).

### Finder 10.10
La version 10.10, nommée OS X Yosemite, change radicalement le design de l'interface OS X ainsi que celle du Finder. L'environnement du bureau Macintosh a totalement été réécrit pour s'intégrer au mieux dans le nouveau design d'OS X. Cette version ajoute iCloud Drive et AirDrop compatible avec iOS 8.

### Finder 10.11
La version 10.11, nommée OS X El Capitan, se situe dans la lignée d'OS X Yosemite. La dernière version avancée du Finder est OS X El Capitan 10.11 Preview 2 (build 15A204h).

### Finder 26.0
Avec macOS Tahoe, Apple a ajouté le style Liquid Glass au gestionnaire de fichiers et a inversé les deux faces de l’icône du Finder dans la première version bêta, le visage bleu à gauche devenant blanc, et inversement. Avec la deuxième bêta, les couleurs originales ont finalement été rétablies.

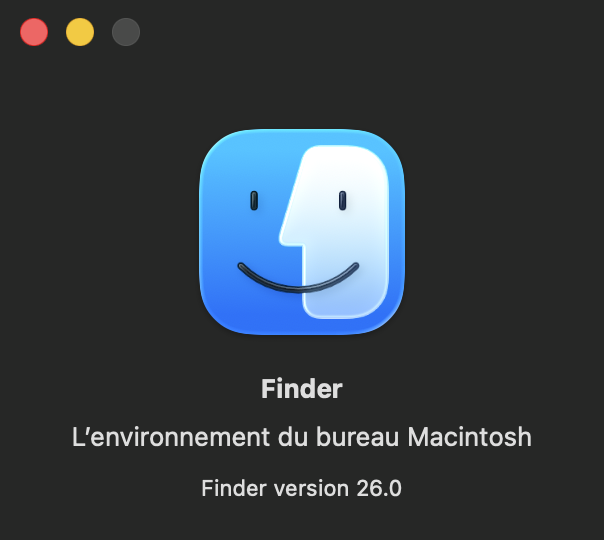
Icône du Finder de macOS 26.0 avec le style Liquid Glass.

## Logiciels concurrents
Le principe du Finder a été repris sur de nombreux autres systèmes d'exploitation qui fournissent des logiciels ayant des fonctions proches. Toutefois, l'ergonomie du Finder et son intégration parfaite au système Mac OS reste, de l'avis de beaucoup[Qui ?], inégalée. Sur Mac OS, des logiciels concurrents ont cependant vu le jour, ils peuvent remplacer le Finder totalement. Ils sont parfois préférés en raison des fonctions plus complètes qu'ils apportent.
- ForkLift(en)
- Path Finder () (peut totalement remplacer le Finder)
- FileRun
- Flypath